# Wideopoker

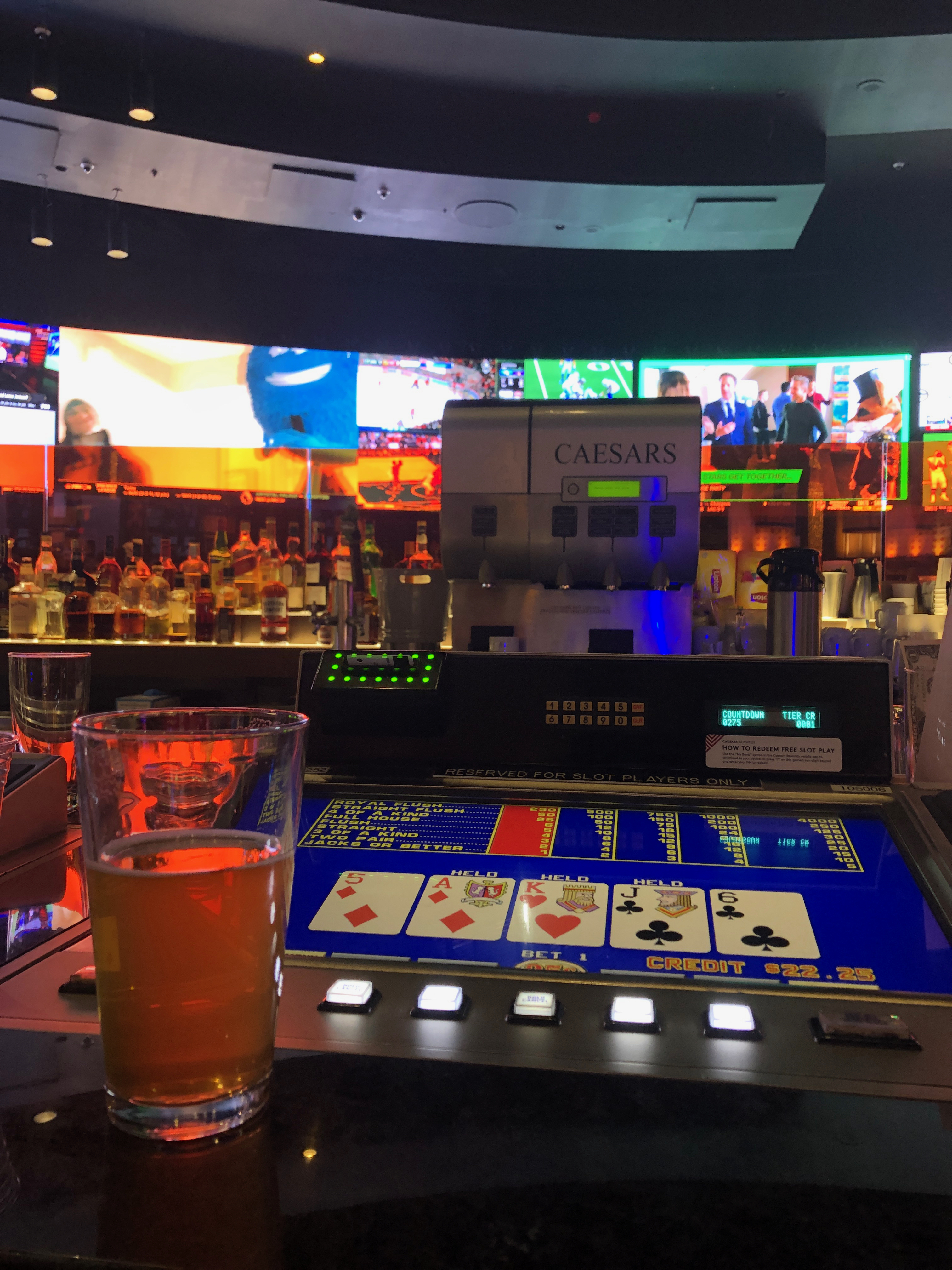
Przykładowa gra wideopokera w Caesars Palace

Wideopoker – gra hazardowa będąca połączeniem jednorękiego bandyty i dobieranego 5-kartowego pokera (tzw. Five-card Draw). Gra odbywa się na skomputeryzowanym automacie, który z zewnątrz przypomina właśnie jednorękiego bandytę.

## Historia
Początków wideopokera należy szukać pod koniec XIX wieku i związana jest z popularnymi w tamtych czasach jednorękimi bandytami, które powstały w 1891 roku. Skonstruowali je Pitt i Sittman. Sam wideopoker w swojej pierwotnej wersji pojawił się w kasynach w drugiej połowie dwudziestego wieku. Miała to być alternatywa dla klientów kasyn, którzy szukali nowych wrażeń i większej różnorodności wśród dostępnych gier. Była to ciekawa alternatywa dla tradycyjnych gier stolikowych. Było to połączenie najnowocześniejszej techniki z tradycyjną grą w pokera.
Pierwsze automaty posiadały 50 kart, a z talie nie miały waletów oraz dziesiątek. Powodem tego był fakt, że te dwie karty najczęściej występują w układzie strita i pokera. Miało to utrudnić trafienie właśnie tych dwóch układów.
Na początku, nagrodami za trafienie poker były cygaro lub piwo.
Współcześnie znany wideopoker zyskał popularność, gdy rozwój technologiczny pozwolił na połączenie ekranu i odpowiednio wydajnego, a jednocześnie niewielkiego komputera. Najwcześniejsze modele powstały mniej więcej w tym samym czasie, co pierwsze komputery osobiste. Były produkowane w połowie lat 70. XX wieku.
Wideopoker zdobył stabilną pozycję na rynku gier hazardowych w roku 1979. Wtedy to utworzono firmę SIRCOMA (Si Redd’s Coin Machines), znana obecnie jako International Game Technology (ITG). W tym samym roku SIRCOMA przedstawiła elektroniczną grę „Draw Poker”. W latach 80. wideopoker z każdym dniem zyskiwał popularność wśród klientów kasyn. Jednym z powodów rosnącego zainteresowania tą grą był fakt, że ludzie czuli się mniej onieśmieleni grą na automacie niż przy kasynowym stole.

## Gra
Aby rozpocząć rozgrywkę należny zasilić automat odpowiednią ilością kredytów, które obecnie można kupić poprzez:
- wrzucenie odpowiedniej ilości gotówki (przyjmowane są zarówno monet, jak i banknoty)
- umieszczenie w maszynie papierowego biletu z kodem kreskowym, który informuje automat ile kredytów ma zostać przyznanych
- umieszczenie w maszynie karty magnetycznej, która posiada zapisaną informację na temat zakupionych kredytów
- umieszczenie w maszynie karty płatniczej lub kredytowej

Kolejnym krokiem jest ustalenie stawki pojedynczego zakładu. Jest ona wyrażana w ilości kredytów, które zostaną pobrane przy każdej grze. 1 kredyt odpowiada z góry ustalonej kwocie.
Teraz wystarczy by gracz nacisnął przycisk „deal” (lub „start” – w zależności od automatu). Maszyna wylosuje pierwszy układ pięciu kart. W tym momencie gracz może zatrzymać jedną lub więcej kart, które dają szansę zdobycia płatnego układu i dolosować do nich nowe karty z tej samej (wirtualnej) talii. Po tym losowaniu maszyna wypłaca wygraną, jeśli dany układ znajdujący się na ekranie znajduje się w tabeli wypłat.

## Tabela wypłat
Tabela wypłat to lista układów, która określa jaka wygrana wiąże się z określona ręką. Wysokość nagrody zależy od takich czynników, jak:
- częstotliwość występowania danej kombinacji kart
- odmiany gry
- decyzji operatora zarządzającego danym automatem

Typowa tabela wypłat zaczyna premiowanie rąk od pary waletów, która zazwyczaj wypłaca nagrodę równą złożonemu zakładowi. Pozostałe układy są identyczne, jak w standardowym pokerze. Mamy więc dwie pary, trójkę, strita, kolor, fulla, karetę, pokera i królewskiego pokera.
Niektóre obok standardowej tabeli wypłat oferują progresywne jackpoty, a także inne rodzaje bonusów. Każdy taki dodatek ma kusić graczy, by wrzucali więcej monet lub grali częściej.

## Odmiany wideopokera
Istnieje wiele odmian wideopokera. Wśród nich mamy m.in.:
- Deuces Wild – każda dwójka działa jako symbol „wild”, czyli zastępuje dowolna kartę z talii
- Multi-play poker – gracz dysponuje układem bazowym, do którego w każdej grze losowane są karty z innej talii.
- Jacks or Better – czasami określany mianem „Draw Poker” lub „Poker dobierany”. To najpopularniejsza odmiana wideopokera. Wypłaty zaczynają się od pary waletów.
- Bally’s All American – oparty jest na odmianie „Jacks or Better”. W tej odmianie zwiększono wysokość wypłat za kolory, strity i pokery, natomiast zmniejszono nagrody za fulle i dwie pary.
- Tens or Better – to kolejna wariacja odmiany „Jacks or Better”. Różni się tym, że tutaj wypłaty zaczynają się od pary dziesiątek. Oferuje również zupełnie inne nagrody za fulle i kolory.
- Bonus Poker – kolejna gra oparta na popularnej odmianie „Jacks or Better”, ale „Bonus Poker” oferuje wyższy procent wypłat za karety. Gra występuje w różnych wersjach, które wypłacają różne bonusy.
- Double Bonus – odmiana gry „Jacks or Better”, która oferuje specjalny bonus za układ złożony z czterech asów.
- Double Double Bonus odmiana gry „Jacks or Better”. Oferuje bonusowe wypłaty za różne rodzaje karet.